# Gilly-sur-Loire
Gilly-sur-Loire – miejscowość i gmina we Francji, w regionie Burgundia-Franche-Comté, w departamencie Saona i Loara.
Według danych na rok 1990 gminę zamieszkiwało 546 osób, a gęstość zaludnienia wynosiła 24 osoby/km² (wśród 2044 gmin Burgundii Gilly-sur-Loire plasuje się na 425. miejscu pod względem liczby ludności, natomiast pod względem powierzchni na miejscu 349.).